# Seicento
De term Seicento verwijst naar de periode in de Italiaanse geschiedenis en kunstgeschiedenis tijdens de 17de eeuw (1601-1700).
Tijdens de Seicento kwam er een einde aan de Renaissanceperiode in Italië en vatte de Contrareformatie en het Baroktijdperk aan. Het woord seicento betekent zeshonderd in het Italiaans.